# Волски
Волските са староиталийско племе в Лаций, обитавало земите по двата бряга на река Лирис покрай Тиренско море. Волските водят многобройни войни с Римската република, завършили с попадането им под римска власт през 338 г. пр. Хр., когато получават статут на римски съюзници.